# Słobodka (rejon mieżdurieczeński)
Słobodka (ros. Слободка) – wieś w Rosji, w rejonie mieżdurieczeńskim obwodu wołogodzkiego. W 2010 r. liczyła 4 mieszkańców.